# Jianianhualong
Jianianhualong — рід троодонтів ранньої крейди Китаю. Він містить один вид, Jianianhualong tengi, названий у 2017 році Сюй Сіном та його колегами на основі шарнірного скелета, що зберігає пір'я.

## Відкриття та найменування
Jianianhualong відомий за типом і єдиним зразком, майже повним скелетом, що зберігає пір'я, у якого відсутній лише кінець хвоста. Він зчленований і стиснутий на кам'яній плиті. Цей голотипний екземпляр зберігається під номером колекції DLXH 1218 у музеї Далянь Сінхай, провінція Ляонін, Китай. Він був розкопаний за допомогою механічних інструментів (геологічних молотків і зубил) з ранньокрейдових порід формації Ісянь в місцевості Байцай Гоу, розташованої в повіті Ісянь Ляонін.

## Галерея

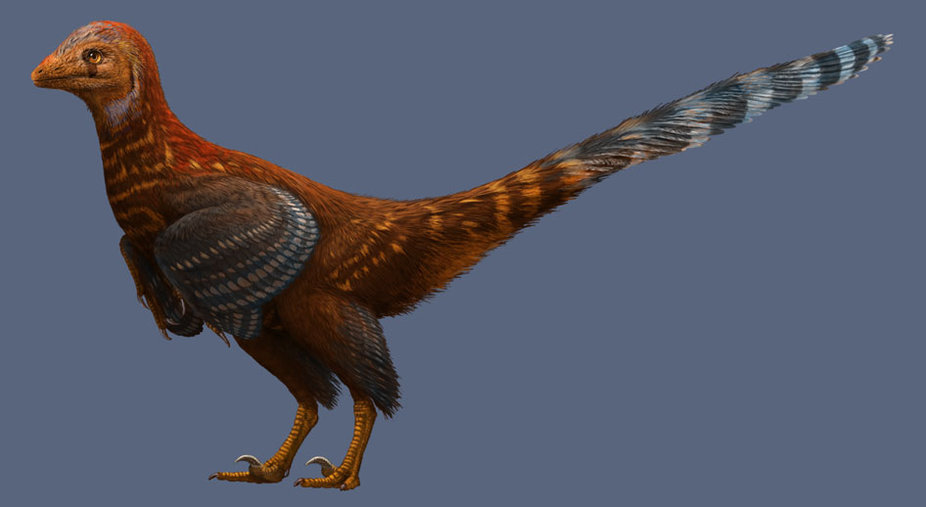
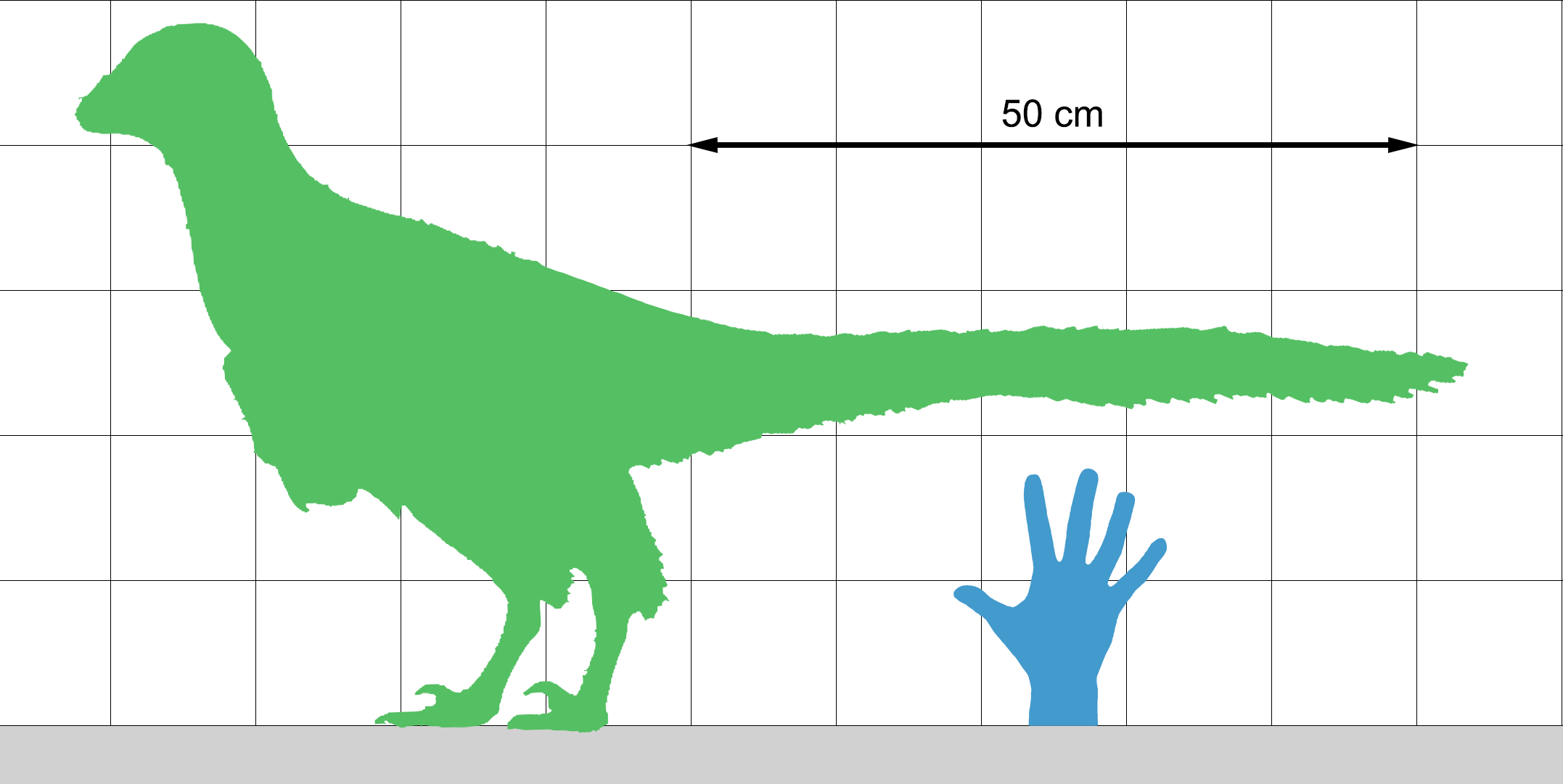

## Опис
Збережений типовий екземпляр Цзяньаньхуалона становить приблизно 1 метр; Оскільки задня частина хвоста відсутня, тварина, ймовірно, мала б довжину близько 1,12 метра за життя. Масштабування з довжини стегнової кістки 11,7 см, Xu et al. було виявлено, що він важив 2,4 кілограма. Попри невеликі розміри, екземпляр був зрілим, про що свідчить зрощення швів у хребцях.